# Jarak Qaribak
Jarak Qaribak (укр. Твій сусід — твій друг) — спільний альбом ізраїльського рок-музиканта Дуду Тасси та гітариста гуртів Radiohead і The Smile — Джонні Ґрінвуда, що вийшов 9 червня 2023 року на лейблі World Circuit. Дует виступив співпродюсером альбому, а зведенням займався продюсер Radiohead Найджел Ґодріч. У записі альбому взяли участь вокалісти з усього Близького Сходу, зокрема з Іраку, Єгипту, Сирії і Тунісу.

## Передісторія
Ґрінвуд вперше почув музику Тасси під час поїздки до Ізраїлю з Radiohead на початку 2000-х. Раніше Ґрінвуд брав участь у створенні альбому Тасси Basof Mitraglim Le'Hakol, а Тасса виступав на розігріві у Radiohead під час туру в 2017 році. Назва альбому перекладається як «Твій сусід — твій друг».

## Запис
«Taq ou-Dub», ліванська пісня, стала першою записаною для альбому. Альбом записувався у студіях в Тель-Авіві, Оксфордширі та по всьому Близькому Сходу.

## Реліз
Jarak Qaribak вийшов 9 червня 2023 року на лейблі World Circuit. Альбом був анонсований 13 квітня, разом з випуском першого синглу «Ashufak Shay», в якому вокальні партії виконує ліванський співак Рашид Аль-Наджар. 27 квітня дует випустив відео з живого виступу на пісню «Ya Mughir al-Ghazala» за участю іракського вокаліста Каррара Алсааді. Другий сингл, «Taq ou-Dub» за участю палестинської співачки Нур Фрейтейх, вийшов 18 травня 2023 року з концертним відео, знятим у хамамі в Тель-Авіві.

## Концерти
24 квітня 2023 року Pitchfork оголосив, що дебютний виступ Ґрінвуда і Тасси як дуету відбудеться на лондонському музичному фестивалі Pitchfork у листопаді.

## Стиль
Тасса зазначив, що музика «звучить як 1970-ті, але в ній є драм-машини, гітари, але вони співають арабською», що, на його думку, може збити слухачів з пантелику. Ґрінвуд сказав, що його процес включав «спробу уявити, що б робили Kraftwerk, якби опинилися у Каїрі в 1970-х роках».

## Відгуки
Майкл Бедіган з The Herald Scotland назвав альбом «по-справжньому інтригуючою музичною колекцією».

## Трек-лист
| #     | Назва                                                           | Тривалість |
| ----- | --------------------------------------------------------------- | ---------- |
| 1.    | «Djit Nishrab» (featuring Ahmed Doma)                           | 6:25       |
| 2.    | «Ashufak Shay» (featuring Rashid Al Najjar)                     | 3:21       |
| 3.    | «Taq ou-Dub» (featuring Nour Freteikh)                          | 3:37       |
| 4.    | «Leylet Hub» (featuring Mohssine Salaheddine)                   | 4:41       |
| 5.    | «Ya Mughir al-Ghazala» (featuring Karrar Alsaadi)               | 3:54       |
| 6.    | «Ahibak» (featuring Safae Essafi)                               | 4:57       |
| 7.    | «Ya 'Anid Ya Yaba» (featuring Lynn A.)                          | 3:39       |
| 8.    | «Lhla Yzid Ikthar»                                              | 4:43       |
| 9.    | «Jan al-Galb Salik» (featuring Noamane Chaari & Zaineb Elouati) | 4:23       |
| 39:44 |                                                                 |            |

## Персоналії
- Джонні Ґрінвуд — продюсування, гітара, бас, синтезатори, електроніка
- Дуду Тасса — продюсування, гітара, бас, вокал
- Найджел Ґодріч — зведення
- Ахмед Дома — вокал (1)
- Рашид Аль-Наджар — вокал (2)
- Нур Фрейтейх — вокал (3)
- Мосін Салахеддін — вокал (4)
- Каррар Альсааді — вокал (5)
- Сафае Ессафі — вокал (6)
- Лінн Ей — вокал (7)
- Ноаман Чаарі — вокал (9)
- Заїнеб Елуаті — вокал (9)